# Erndtebrück
Erndtebrück is een plaats en gemeente in Noordrijn-Westfalen, Duitsland, Kreis Siegen-Wittgenstein. De gemeente telt 6.953 inwoners (31 december 2020) op een oppervlakte van 70,86 km².

## Plaatsen in de gemeente Erndtebrück
- Balde
- Benfe
- Birkefehl
- Birkelbach
- Erndtebrück
- Röspe
- Schameder
- Womelsdorf
- Zinse

## Afbeeldingen

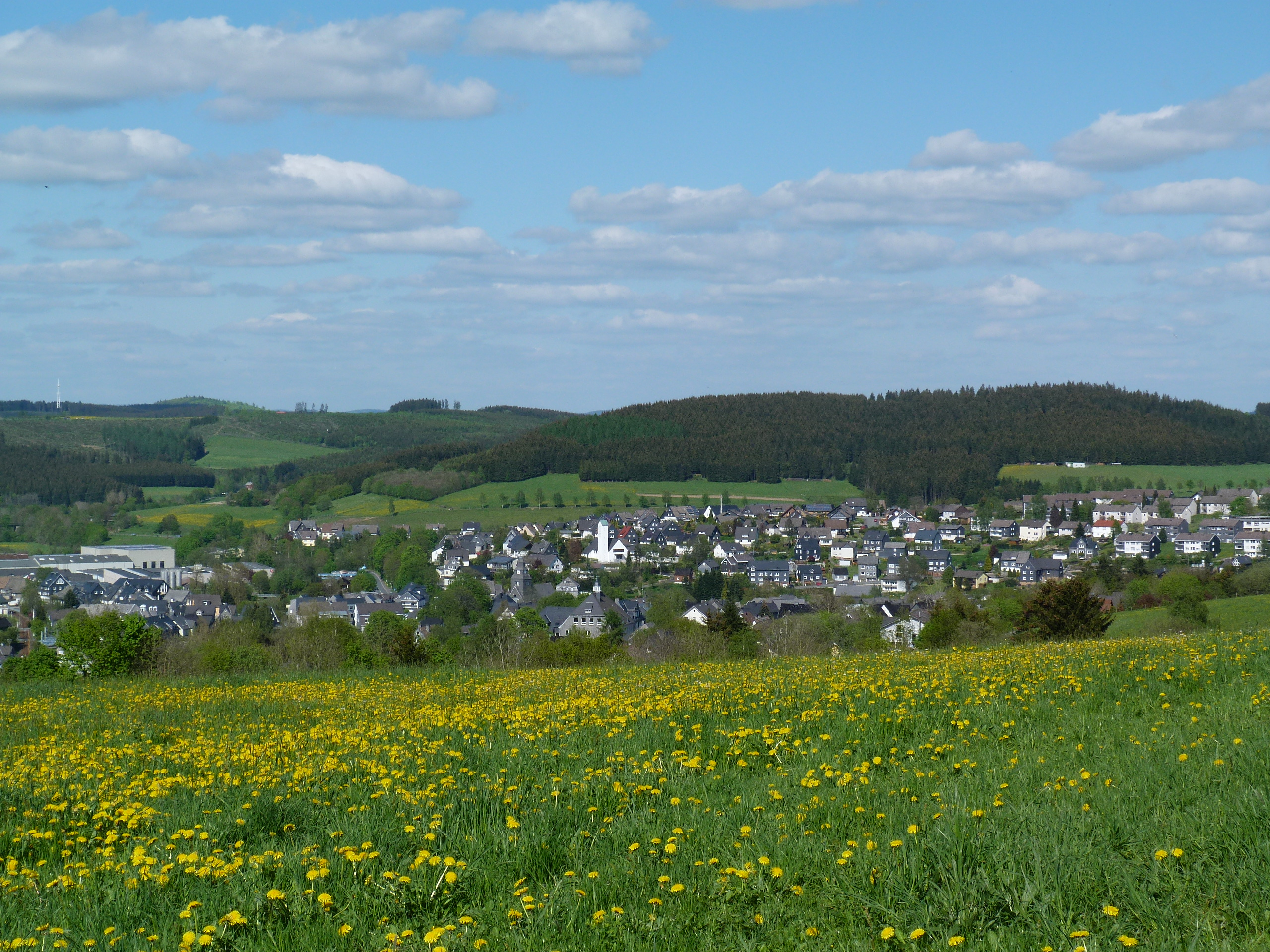
Gezicht op Erndtebrück
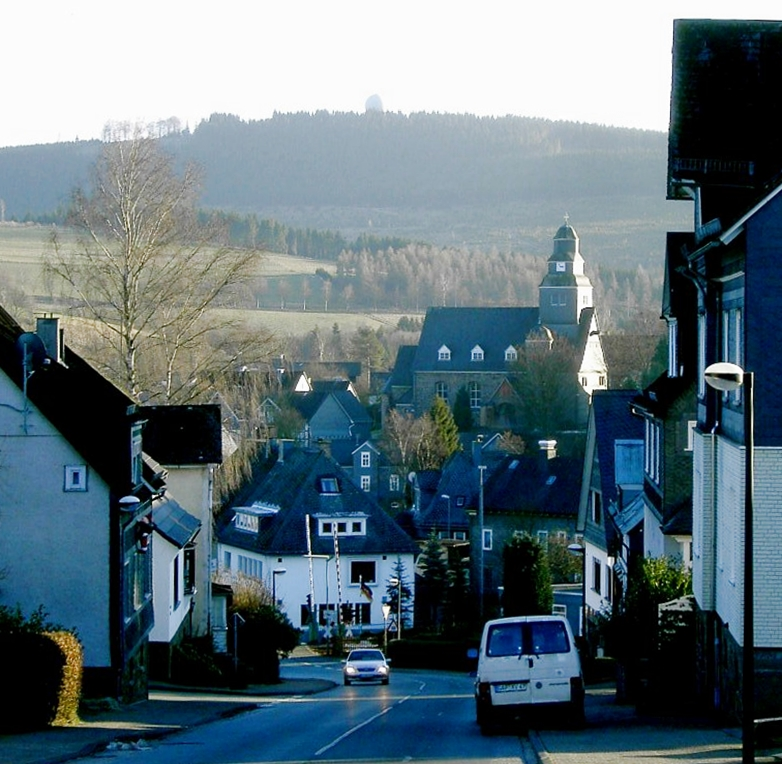
Evangelische kerk
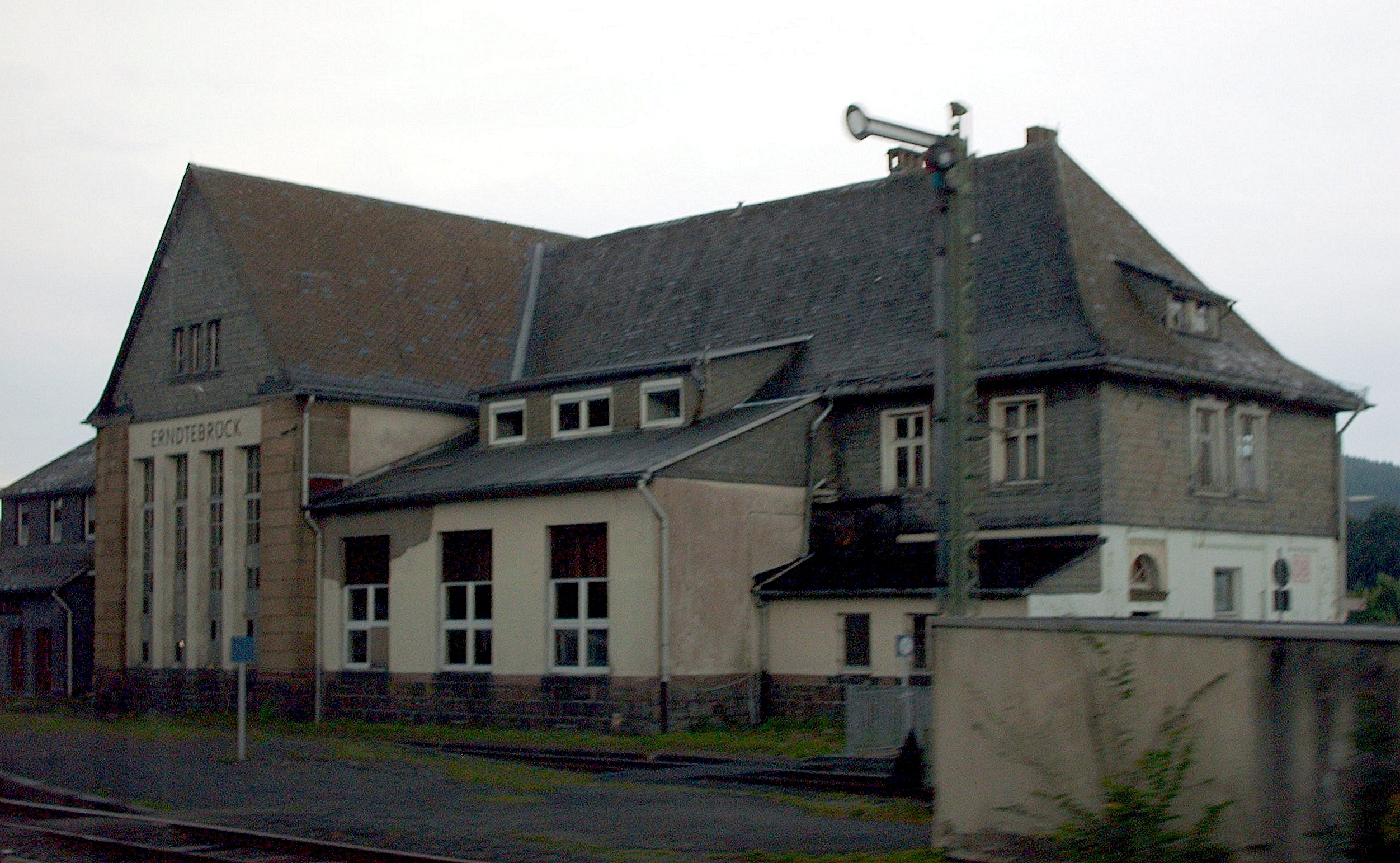
Station Erndtebrück
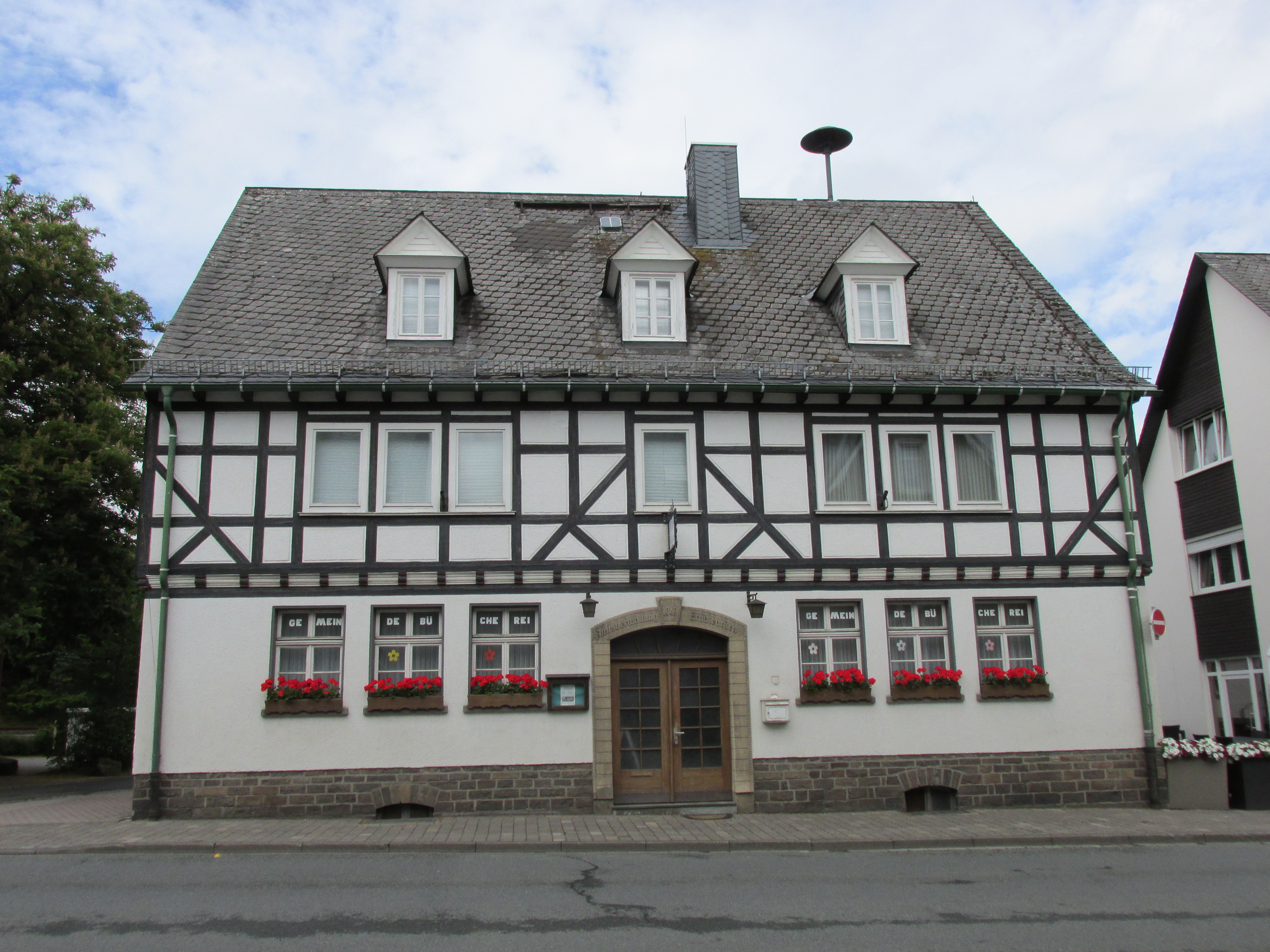
Voormalig gemeentehuis, thans bibliotheek

Bad Berleburg · Bad Laasphe · Burbach · Erndtebrück · Freudenberg · Hilchenbach · Kreuztal · Netphen · Neunkirchen · Siegen · Wilnsdorf